# Софийски градски съд
Софийският градски съд, съкратено СГС, е най-големият окръжен съд в България.
Съставен е през 1959 г. в резултат на ново административно-териториално деление на България на 30 окръга, извършено с постановление на Министерския съвет (№7 от 22 януари 1959 г.) и указ на Президиума на Народното събрание, обнародван в брой 7 (23 януари 1959 г.) на вестник „Известия на президиума на Народното събрание“.

## Ръководители
Административно съдът се управлява от председател, подпомаган от заместник-председатели (понастоящем 4-ма заместници).
Председатели на СГС
- Стефан Величков (1959-1963)
- Илия Байчев (1963-1973)
- Михаил Менев (1 март 1973 – 1 март 1990)
- Димитър Попов (1 март 1990 – 1 юли 1992)
- Васил Дончев (1 юли 1992 – 18 август 1994)
- Евгени Стайков (29 септември 1994 – 18 март 1998)
- Емил Марков (18 март 1998 – 1 юли 2004)
- Светлин Михайлов (1 юли 2004 – 2 юли 2009)
- Владимира Янева (30 май 2011 – 19 февруари 2015)
- Алексей Трифонов (27 ноември 2018)